# Jobourg
Jobourg ist eine Ortschaft und eine ehemalige französische Gemeinde mit 467 Einwohnern (Stand: 1. Januar 2022) im Département Manche in der Region Normandie. Sie gehörte zum Arrondissement Cherbourg und zum Kanton La Hague.
Mit Wirkung vom 1. Januar 2017 wurde die bisherige Gemeinde Jobourg mit den übrigen 18 Gemeinden der ehemaligen Communauté de communes de la Hague zu einer Commune nouvelle mit dem Namen La Hague zusammengeschlossen und verfügt in der neuen Gemeinde über den Status einer Commune déléguée. Der Verwaltungssitz befindet sich im Ort Beaumont-Hague.

## Geographie
Jobourg befindet sich auf der Halbinsel Cotentin und sogar auf einer kleineren Halbinsel namens La Hague, die in den Ärmelkanal hinausragt. Alderney ist ungefähr 15 km entfernt. Die Gemeinde grenzte an
- Auderville im Nordwesten,
- Saint-Germain-des-Vaux im Nordosten,
- Omonville-la-Petite im Osten und
- Herqueville im Südosten.

Vom Kap Nez de Jobourg aus hat man eine herrliche Aussicht auf alle Kanalinseln (Jersey, Guernsey und Sark).

### Geologie
Jobourg liegt im Armorikanischen Massiv. Und dort kommen die ältesten Gesteine Frankreichs zum Aufschluss.

## Toponymie
Jobourg leitet sich aus dem Skandinavischen: jorth (vgl. deutsch Erde) und borg (Befestigung, vgl. deutsch Burg).
François de Beaurepaire ist der Auffassung, dass das aus dem angelsächsischen eordhburg mit einer ähnlichen Bedeutung zurückzuführen wäre.

## Sehenswürdigkeiten

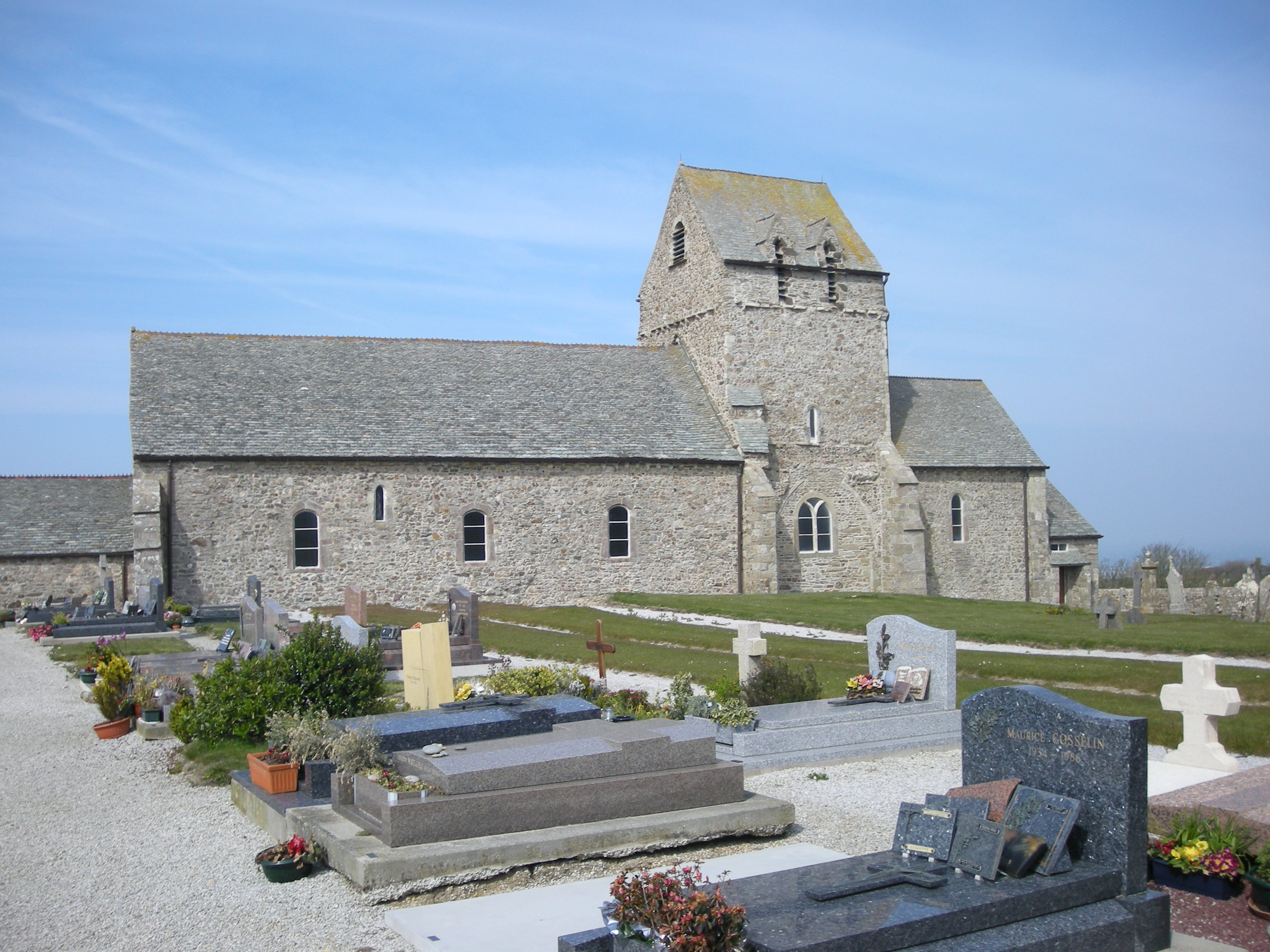
Romanische Kirche Notre Dame

- Église Notre Dame, Kirche aus dem 12. Jahrhundert – Monument historique[5]
- die Kaps Nez de Jobourg und Nez de Voidries
- kleine Bucht von Écalgrain

## Wirtschaft
Auf einem Teil von Jobourg liegt die umstrittene Wiederaufbereitungsanlage La Hague.
Die französische Regierung untersucht den Bau von Meeresströmungskraftwerken in der Straße von Alderney (genau so wie vor Barfleur), in einer der stärksten Gezeitenströmungen Europas zwischen dem Kap Cap de la Hague und der britischen Kanalinsel Alderney.
Das CROSS-ma Jobourg, das von der französischen Marine betrieben wird, überwacht das Verkehrstrennungsgebiet zwischen dem Mont-Saint-Michel und Kap von Antifer bei Le Havre.
Wegen der malerischen Landschaft hat sich der Tourismus in den vergangenen Jahren günstig entwickelt.